# Ђорђе Ромић
Ђорђе Ромић (Книн, 15. јун 1940) јесте хрватски и југословенски архитекта.

## Биографија
Завршио је Архитектонски факултет у Загребу 1965. године.
Његови пројекти одликују се оригиналном концепцијом и употребом нековенционалних колористичких контраста.

## Пројекти
- Станови солидарности у Книну[3]
- Стамбене зграде у насељима Дугаве, Гредице, Ференшчица и Врапче у Загребу[3]
- Насеље Брзај у Сиску[3]
- Насеље Сјевер II у Запрешићу[3]
- Неколико робних кућа (са Г. Кнежевићем)[3]
- Пословна зграда у Книну[3]
- Пословна зграда у Даниловграду[3]
- Болнички павиљони у Загребу[3]
- Породичне куће у Савском Краљевцу[3]